# Lijst van rijksmonumenten in Den Haag/Haagse Hout
Het stadsdeel Haagse Hout in Den Haag kent 52 inschrijvingen in het rijksmonumentenregister; hieronder een overzicht.

## Benoordenhout
Het Benoordenhout kent 27 rijksmonumenten:
| Object | Oorspronkelijke functie?  | Bouwjaar       | Architect                              | Locatie                        | Coördinaten?                 | Nr.?   | Afbeelding |
| --- | ------------------------- | -------------- | -------------------------------------- | ------------------------------ | ---------------------------- | ------ | --- |
| Boschzicht | Appartementengebouw       | 1918-20        | W. Verschoor; i.s.m. C. Rutten         | Benoordenhoutseweg 24          | 52° 5' 20" NB, 4° 19' 19" OL | 452729 | Boschzicht |
| Nirwana-flat | Appartementengebouw       | 1927-29        | J. Duiker; J.G. Wiebenga               | Benoordenhoutseweg 227         | 52° 5' 32" NB, 4° 19' 46" OL | 46628  | Meer afbeeldingen |
| Voormalig hoofdkantoor van de Bataafse Petroleum Maatschappij | Handel en kantoor         | 1915-17        | M.A. van Nieukerken; J. van Nieukerken | Carel van Bylandtlaan 30       | 52° 5' 37" NB, 4° 18' 46" OL | 452730 | Meer afbeeldingen |
| American Protestant Church | Kerk en kerkonderdeel     | 1962           |                                        | Esther de Boer-Van Rijklaan 20 | 52° 6' 18" NB, 4° 19' 32" OL | 532190 | Meer afbeeldingen |
| De Nederlanden van 1845 | Handel en kantoor         | 1924-27        | H.P. Berlage                           | Groenhovenstraat 2             | 52° 5' 39" NB, 4° 18' 34" OL | 452731 | Meer afbeeldingen |
| Herenhuis in overgangsarchitectuur op rechthoekige plattegrond | Woonhuis                  | 1899           | J. Mutters jr.                         | Jan van Nassaustraat 35        | 52° 5' 18" NB, 4° 19' 6" OL  | 452732 | Meer afbeeldingen |
| Herenhuis in art nouveau op rechthoekige plattegrond | Woonhuis                  | 1901           | J. Mutters jr.                         | Jan van Nassaustraat 107       | 52° 5' 24" NB, 4° 18' 60" OL | 452733 | Meer afbeeldingen |
| Kantoor annex woonhuis | Woonhuis                  | 1924           | J. Limburg                             | Jozef Israelslaan 56           | 52° 5' 26" NB, 4° 19' 6" OL  | 528519 | Kantoor annex woonhuis |
| Appartementengebouw en herenhuis op onregelmatige plattegrond volgens de ideeën van het Nieuwe Bouwen | Appartementengebouw       | 1925           | J. Wils; F.L.J. Lourijsen              | Jozef Israelsplein 10          | 52° 5' 28" NB, 4° 19' 8" OL  | 452734 | Meer afbeeldingen |
| Herenhuis op rechthoekige plattegrond ontworpen | Woonhuis                  | 1925           | F.L.J. Lourijsen                       | Mauvestraat 56                 | 52° 5' 27" NB, 4° 19' 10" OL | 452735 | Herenhuis op rechthoekige plattegrond ontworpen |
| Huis Leembruggen | Woonhuis                  | 1935-36        | J.W.E. Buijs; J.B. Lürsen              | Nyelantstraat 6                | 52° 6' 13" NB, 4° 19' 27" OL | 452736 | Huis Leembruggen |
| Woonhuis | Woonhuis                  | 1951           |                                        | Ruychrocklaan 221              | 52° 6' 8" NB, 4° 19' 32" OL  | 530871 | Meer afbeeldingen |
| Herenhuis met voormalige personeelswoning gebouwd in de stijl van de Delftse School met expressionistische details zoals die voorkomen in de Amsterdamse School                                                                    | Woonhuis                  | 1926           | J. Stuivinga; Th. Stuivinga            | 't Hoenstraat 5                | 52° 5' 43" NB, 4° 18' 34" OL | 452737 | Herenhuis met voormalige personeelswoning gebouwd in de stijl van de Delftse School met expressionistische details zoals die voorkomen in de Amsterdamse School |
| Appartementengebouw Duinwyck | Appartementengebouw       | 1929-32        | L.M. van den Berg; J.J. Groenema       | Van Alkemadelaan 350           | 52° 6' 1" NB, 4° 19' 14" OL  | 459739 | Appartementengebouw Duinwyck |
| Kantoorgebouw Centrale Onderlinge | Handel en kantoor         | 1933-35        | J. Wils                                | Van Alkemadelaan 700           | 52° 6' 12" NB, 4° 19' 3" OL  | 452738 | Meer afbeeldingen |
| Transformatorstation | Nutsbedrijf               | 1942           |                                        | Van Diepenburchstraat 3        | 52° 5' 56" NB, 4° 18' 46" OL | 530861 | Transformatorstation |
| H60 (voormalig appartementengebouw) | Appartementengebouw       | 1929-30        | F.L.J. Lourijsen                       | Van Hogenhoucklaan 60          | 52° 5' 52" NB, 4° 19' 6" OL  | 452727 | Meer afbeeldingen |
| Huis Mees | Werk-woonhuis             | 1936           | G. Rietveld                            | Van Ouwenlaan 42               | 52° 6' 6" NB, 4° 19' 29" OL  | 335152 | Meer afbeeldingen |
| Huis Hillebrandt | Woonhuis                  | 1935-36        | G. Rietveld                            | Van Soutelandelaan 42          | 52° 6' 10" NB, 4° 19' 26" OL | 334732 | Meer afbeeldingen |
| Villa Hartog | Woonhuis                  | 1937-38        | J.B. van Loghem                        | Van Soutelandelaan 141         | 52° 6' 9" NB, 4° 19' 27" OL  | 452726 | Meer afbeeldingen |
| Vrijstaand kantoorgebouw op rechthoekige plattegrond met uitbouwen aan de linker zijgevel en de achterzijde: Administratiegebouw Nederlands-Indische Spoorweg Maatschappij, tegenwoordig in gebruik als ambassade van Zuid-Afrika. | Handel en kantoor         | 1913-15        | B.J. Ouëndag                           | Wassenaarseweg 38/40           | 52° 5' 29" NB, 4° 18' 55" OL | 452728 | Meer afbeeldingen |
| Brug, toegangshek en portierswoning van het landgoed Oostduin | Bijgebouwen kastelen enz. | 18e eeuw       |                                        | Wassenaarseweg 44              | 52° 5' 29" NB, 4° 18' 59" OL | 18082  | Brug, toegangshek en portierswoning van het landgoed Oostduin                                                                                                   |
| Sint-Paschalis Baylonkerk | Kerk en kerkonderdeel     | 1919-21        | A.J. Kropholler                        | Wassenaarseweg 53              | 52° 5' 33" NB, 4° 19' 15" OL | 459738 | Meer afbeeldingen |
| Ronding van het landgoed Arendsdorp met brug en toegangshek | Bijgebouwen kastelen enz. | ca. 1700       |                                        | Wassenaarseweg 66              | 52° 5' 33" NB, 4° 19' 9" OL  | 18083  | Meer afbeeldingen |
| Voormalig hoofdkantoor van de Bataafsche Import Maatschappij | Handel en kantoor         | 1938-46        | J.J.P. Oud                             | Wassenaarseweg 80              | 52° 5' 36" NB, 4° 19' 13" OL | 452739 | Meer afbeeldingen |
| Hoofdkantoor ANWB, rotonde met luifel en bordes, parkeerterrein, groenaanleg met vijver, brug, hek met zijvleugels/traliehekwerk.                                                                                                  | Handel en kantoor         | 1959-62        | J.F. Berghoef                          | Wassenaarseweg 220             | 52° 5' 47" NB, 4° 19' 39" OL | 532194 | Meer afbeeldingen |
| Oostduin : Tuinkoepel van twee verdiepingen een achtkant van het tuinhuis | Straatmeubilair           | begin 18e eeuw |                                        | Wassenaarseweg                 | 52° 5' 38" NB, 4° 19' 4" OL  | 18081  | Meer afbeeldingen |
| Vrijstaand kantoorgebouw op U-vormige plattegrond in de trant van de Amsterdamse School | Handel en kantoor         | 1921-24        | J.H. de Roos; W.F. Overeijnder         | Zuid-Hollandlaan 7             | 52° 5' 17" NB, 4° 19' 12" OL | 452740 | Meer afbeeldingen |

## Bezuidenhout
Het Bezuidenhout kent 5 rijksmonumenten:
| Object                  | Oorspronkelijke functie?  | Bouwjaar | Architect         | Locatie                      | Coördinaten?                 | Nr.?   | Afbeelding        |
| ----------------------- | ------------------------- | -------- | ----------------- | ---------------------------- | ---------------------------- | ------ | ----------------- |
| Ministerie van Landbouw | Overheidsgebouw           | 1962     |                   | Bezuidenhoutseweg 73         | 52° 5' 0" NB, 4° 19' 43" OL  | 532148 | Meer afbeeldingen |
| Hofje van Hoogelande    | Sociale zorg, liefdadigh. | 1907     | W.B. van Liefland | Johannes Camphuijsstraat 61  | 52° 5' 7" NB, 4° 20' 21" OL  | 452742 | Meer afbeeldingen |
| Christus Triumfatorkerk | Kerk en kerkonderdeel     | 1962     | G. Drexhage       | Juliana van Stolberglaan 154 | 52° 5' 4" NB, 4° 20' 19" OL  | 532180 | Meer afbeeldingen |
| Voormalig sportgebouw   | Sport en recreatie        | 1896-97  | J. Mutters jr.    | Theresiastraat 145           | 52° 5' 10" NB, 4° 20' 18" OL | 452743 | Meer afbeeldingen |
| Teresia van Avilakerk   | Kerk en kerkonderdeel     | 1839-41  | T.F. Suys         | Westeinde 12A                | 52° 5' 11" NB, 4° 20' 16" OL | 17651  | Meer afbeeldingen |

## Haagse Bos
Het Haagse Bos kent 1 rijksmonument:
| Object                                                                                  | Oorspronkelijke functie?  | Bouwjaar | Architect | Locatie              | Coördinaten?                | Nr.?   | Afbeelding        |
| --------------------------------------------------------------------------------------- | ------------------------- | -------- | --------- | -------------------- | --------------------------- | ------ | ----------------- |
| Vrijliggend en direct aan de straat grenzend voormalig ministerie van Economische Zaken | Bestuursgebouw en onderdl | 1917     |           | Bezuidenhoutseweg 30 | 52° 5' 6" NB, 4° 19' 43" OL | 452741 | Meer afbeeldingen |

## Kampen
De buurt Kampen in de wijk Mariahoeve en Marlot kent 1 rijksmonument:
| Object           | Oorspronkelijke functie?  | Bouwjaar | Architect | Locatie        | Coördinaten?               | Nr.?  | Afbeelding        |
| ---------------- | ------------------------- | -------- | --------- | -------------- | -------------------------- | ----- | ----------------- |
| Nieuwe Veenmolen | Industrie- en poldermolen | 1654     |           | IJsclubweg 111 | 52° 5' 4" NB, 4° 21' 3" OL | 18108 | Meer afbeeldingen |

## Marlot
De buurt Marlot in de wijk Mariahoeve en Marlot kent 18 rijksmonumenten:
| Object | Oorspronkelijke functie?  | Bouwjaar                                 | Architect         | Locatie                           | Coördinaten?                 | Nr.?   | Afbeelding |
| --- | ------------------------- | ---------------------------------------- | ----------------- | --------------------------------- | ---------------------------- | ------ | --- |
| Marlot: tennishal | Bijgebouwen kastelen enz. | 1927                                     | C. Brandes        | Leidsestraatweg 75                | 52° 6' 6" NB, 4° 21' 13" OL  | 510699 | Meer afbeeldingen |
| Marlot: parkaanleg | Tuin, park en plantsoen   | eind 17e eeuw/begin 19e eeuw             |                   | Leidsestraatweg bij 75            | 52° 6' 6" NB, 4° 21' 13" OL  | 510693 | Marlot: parkaanleg |
| Marlot: fruitmuur (retranchementenmuur) | Tuin, park en plantsoen   | 17e eeuw                                 |                   | Leidsestraatweg bij 75            | 52° 6' 10" NB, 4° 21' 17" OL | 510694 | Marlot: fruitmuur (retranchementenmuur) |
| Marlot: fruitmuur | Tuin, park en plantsoen   | 18e eeuw                                 |                   | Leidsestraatweg bij 75            | 52° 6' 10" NB, 4° 21' 20" OL | 510695 | Upload foto |
| Marlot: twee tuinmuren met entree | Tuin, park en plantsoen   | 18e en 19e eeuw                          |                   | Leidsestraatweg bij 75            | 52° 6' 7" NB, 4° 21' 11" OL  | 510696 | Marlot: twee tuinmuren met entree |
| Marlot: brug met toegangshek | Tuin, park en plantsoen   | 1921                                     |                   | Leidsestraatweg bij 75            | 52° 6' 3" NB, 4° 21' 2" OL   | 510697 | Marlot: brug met toegangshek |
| Marlot: hoofdgebouw | Kasteel, buitenplaats     | eind 17e eeuw                            |                   | Leidsestraatweg 77                | 52° 6' 7" NB, 4° 21' 16" OL  | 510692 | Marlot: hoofdgebouw |
| Marlot: brug ten oosten van het huis Marlot gelegen | Tuin, park en plantsoen   | 1920                                     |                   | Leidsestraatweg bij 77            | 52° 6' 6" NB, 4° 21' 19" OL  | 510698 | Marlot: brug ten oosten van het huis Marlot gelegen |
| Parkflat Marlot: west | Appartementengebouw       | 1934                                     | C. Brandes        | Offenberglaan 1                   | 52° 6' 12" NB, 4° 21' 22" OL | 452714 | Parkflat Marlot: west |
| Parkflat Marlot: oost | Appartementengebouw       | 1934                                     | C. Brandes        | Offenberglaan 1                   | 52° 6' 11" NB, 4° 21' 25" OL | 452715 | Upload foto |
| Parkflat Marlot: noord (met toren) | Appartementengebouw       | 1934                                     | C. Brandes        | Offenberglaan 1                   | 52° 6' 12" NB, 4° 21' 25" OL | 452716 | Parkflat Marlot: noord (met toren) |
| Parkflat Marlot: zuid | Appartementengebouw       | 1934                                     | C. Brandes        | Offenberglaan 1                   | 52° 6' 11" NB, 4° 21' 22" OL | 452717 | Meer afbeeldingen |
| Huis ten Bosch | Woonhuis                  | 1645 en volgende jaren; verbouwd 1734-37 | P. Post; D. Marot | 's-Gravenhaagse Bos 10            | 52° 5' 35" NB, 4° 20' 36" OL | 17517  | Meer afbeeldingen |
| Twee geschakelde herenhuizen die onder een hoek van 45 graden ten opzichte van de rechthoekige kruising liggen, bestaande uit twee bouwlagen onder platte daken | Woonhuis                  | 1927                                     | C. Brandes        | Zuidwerflaan 17 / Van Hoeylaan 33 | 52° 6' 3" NB, 4° 21' 37" OL  | 452723 | Meer afbeeldingen |
| Hoogwerf | Boerderij                 | tweede helft 17e eeuw                    |                   | Zijdelaan 20                      | 52° 6' 12" NB, 4° 21' 36" OL | 18139  | Meer afbeeldingen |
| Twee geschakelde herenhuizen die onder een hoek van 45 graden ten opzichte van de rechthoekige kruising liggen, bestaande uit twee bouwlagen onder platte daken | Woonhuis                  | 1927                                     | C. Brandes        | Zuidwerflaan 14                   | 52° 6' 5" NB, 4° 21' 37" OL  | 452718 | Twee geschakelde herenhuizen die onder een hoek van 45 graden ten opzichte van de rechthoekige kruising liggen, bestaande uit twee bouwlagen onder platte daken |
| Twee geschakelde herenhuizen die onder een hoek van 45 graden ten opzichte van de rechthoekige kruising liggen, bestaande uit twee bouwlagen onder platte daken | Woonhuis                  | 1927                                     | C. Brandes        | Zuidwerflaan 15                   | 52° 6' 4" NB, 4° 21' 35" OL  | 452720 | Twee geschakelde herenhuizen die onder een hoek van 45 graden ten opzichte van de rechthoekige kruising liggen, bestaande uit twee bouwlagen onder platte daken |
| Twee geschakelde herenhuizen die onder een hoek van 45 graden ten opzichte van de rechthoekige kruising liggen, bestaande uit twee bouwlagen onder platte daken | Woonhuis                  | 1927                                     | C. Brandes        | Zuidwerflaan 16                   | 52° 6' 4" NB, 4° 21' 39" OL  | 452722 | Twee geschakelde herenhuizen die onder een hoek van 45 graden ten opzichte van de rechthoekige kruising liggen, bestaande uit twee bouwlagen onder platte daken |